# Toshiro Mifune
Toshirō Mifune (em chinês 三船 敏郎, Mifune Toshirō, Qingdao, 1 de abril de 1920 — Tóquio, 24 de dezembro de 1997) foi um premiado ator japonês, nascido na China.

## Biografia
Nascido na província chinesa de Shandong, era filho de missionários japoneses. Ele tornou-se famoso em todo o mundo por sua atuação em clássicos do cinema japonês - sobretudo no papel de samurai em filmes de Akira Kurosawa, que o dirigiu dezesseis vezes - e em produções americanas.
Mifune trabalhou como fotógrafo em Xangai e serviu ao Exército do Japão durante a Segunda Guerra Mundial e em 1946 radicou-se no Japão.
Fez um pequeno papel em Shin Baka Jidai (1946; Tempos Loucos), de Kajiro Yamamoto e, em 1948, obteve sucesso de crítica e bilheteria como o gângster de Yoidore Tenshi (O Anjo Embriagado), de Kurosawa. Em 1954, 1955, 1956 estrelou a Trilogia: Musashi, baseado no romance de Hideji Hōjō, dirigido por Hiroshi Inagaki que venceu o Oscar de melhor filme estrangeiro na edição de 1955, representando o Japão. Como o bandido de Rashomon (1951), obra do mesmo diretor que ganhou o Oscar de melhor filme estrangeiro em 1951, foi reconhecido internacionalmente. Tornou-se popular graças aos papéis de samurai que representou sob a direção de Kurosawa, em filmes como Shichinin no samurai (1954; Os Sete Samurais) e Yojimbo (1960), pelo qual conquistou o prêmio de melhor ator no Festival de Veneza. Em 1964, estreou como diretor com Gojuman no Isan (O Legado dos Quinhentos Mil), empreendimento malsucedido. No ano seguinte, fez seu último filme com Kurosawa, Akahige (O Barba Ruiva), pelo qual foi novamente premiado em Veneza como melhor ator. Um desentendimento interrompeu a antiga parceria.
Com Kobayashi Masaki, outro grande cineasta japonês, fez Joi-uchi (1967; Rebelião). Entre as produções internacionais de que Mifune participou destacam-se Tora! Tora! Tora! (1969), de John Boorman, Grand Prix (1966) e Hell in The Pacific (1968; Inferno no Pacifico). O ator estrelou também Shogun (1980), de Jerry London, série americana para a televisão.
Mifune faleceu em Tóquio, na véspera do Natal de 1997. ele tinha 77 anos de idade,

## Filmografia
Mifune apareceu em cerca de 170 longas-metragens. Em 2015, Steven Okazaki lançou Mifune: The Last Samurai, um documentário que narra a vida e a carreira de Mifune. Devido a variações na tradução do japonês e outros fatores, existem vários títulos para muitos dos filmes de Mifune (veja o link do IMDb). Os títulos mostrados aqui são os mais comuns usados nos Estados Unidos, com o título original em japonês listado abaixo entre parênteses. A filmografia de Mifune consiste principalmente em produções japonesas, salvo indicação em contrário (ver coluna Notas).

### Filmes
| Ano  | Título                                                                            | Personagem                                                       | Diretor                                                                         | Notas                                                             |
| ---- | --------------------------------------------------------------------------------- | ---------------------------------------------------------------- | ------------------------------------------------------------------------------- | ----------------------------------------------------------------- |
| 1947 | Snow Trail (銀嶺の果て)                                                           | Ejima (江島)                                                     | Senkichi Taniguchi (谷口 千吉)                                                  |                                                                   |
| 1947 | These Foolish Times (新馬鹿時代 前篇)                                             | Genzaburō Ōno (大野源三郎)                                       | Kajirō Yamamoto (山本 嘉次郎)                                                   |                                                                   |
| 1947 | These Foolish Times Part 2 (新馬鹿時代 後篇)                                      | Genzaburō Ōno (大野源三郎)                                       | Kajirō Yamamoto (山本 嘉次郎)                                                   |                                                                   |
| 1948 | Drunken Angel (醉いどれ天使)                                                      | Matsunaga (松永)                                                 | Akira Kurosawa (黒澤明)                                                         |                                                                   |
| 1949 | The Quiet Duel (静かなる決闘)                                                     | Kyōji Fujisaki (藤崎恭二)                                        | Akira Kurosawa (黒澤明)                                                         |                                                                   |
| 1949 | Jakoman and Tetsu (ジャコ萬と鉄)                                                  | Tetsu (鐵)                                                       | Senkichi Taniguchi (谷口 千吉)                                                  |                                                                   |
| 1949 | Stray Dog (野良犬)                                                                | Detective Murakami (村上刑事)                                    | Akira Kurosawa (黒澤明)                                                         |                                                                   |
| 1950 | Conduct Report on Professor Ishinaka (石中先生行状記)                             | Teisaku Nagasawa (長沢貞作)                                      | Mikio Naruse (成瀬 巳喜男)                                                      |                                                                   |
| 1950 | Scandal (醜聞)                                                                    | Ichirō Aoe (青江一郎)                                            | Akira Kurosawa (黒澤明)                                                         |                                                                   |
| 1950 | Engagement Ring (婚約指環)                                                        | Takeshi Ema (江間猛)                                             | Keisuke Kinoshita (木下 惠介)                                                   |                                                                   |
| 1950 | Rashomon (羅生門)                                                                 | Tajōmaru (多襄丸)                                                | Akira Kurosawa (黒澤明)                                                         |                                                                   |
| 1950 | Escape from Prison (脱獄)                                                         | Shinkichi (新吉)                                                 | Kajirō Yamamoto (山本 嘉次郎)                                                   |                                                                   |
| 1951 | Beyond Love and Hate (愛と憎しみの彼方へ)                                         | Gorō Sakata (坂田五郎)                                           | Senkichi Taniguchi (谷口 千吉)                                                  |                                                                   |
| 1951 | Elegy (悲歌)                                                                      | Prosecutor Daisuke Toki (土岐大輔検事)                           | Kajirō Yamamoto (山本 嘉次郎)                                                   |                                                                   |
| 1951 | The Idiot (白痴)                                                                  | Denkichi Akama (赤間伝吉)                                        | Akira Kurosawa (黒澤明)                                                         |                                                                   |
| 1951 | Pirates (海賊船)                                                                  | Tora (虎)                                                        | Hiroshi Inagaki (稲垣 浩)                                                       |                                                                   |
| 1951 | Meeting of the Ghost Après-Guerre (戦後派お化け大会)                              | Kenji Kawakami (川上謙二)                                        | Kiyoshi Saeki (佐伯清)                                                          | Aparência especial                                                |
| 1951 | Conclusion of Kojiro Sasaki: Duel at Ganryu Island (完結 佐々木小次郎 巌流島決闘) | Musashi Miyamoto (宮本武蔵)                                      | Hiroshi Inagaki (稲垣 浩)                                                       |                                                                   |
| 1951 | The Life of a Horsetrader (馬喰一代)                                              | Yonetarō Katayama (片山米太郎)                                   | Keigo Kimura                                                                    |                                                                   |
| 1951 | Who Knows a Woman's Heart (女ごころ誰が知る)                                      | Mizuno (水野)                                                    | Kajirō Yamamoto (山本 嘉次郎)                                                   |                                                                   |
| 1952 | Vendetta for a Samurai (荒木又右衛門 決闘鍵屋の辻)                                | Mataemon Araki (荒木又右衛門)                                    | Kazuo Mori (森 一生)                                                            |                                                                   |
| 1952 | Foghorn (霧笛)                                                                    | Chiyokichi (千代吉)                                              | Senkichi Taniguchi (谷口 千吉)                                                  |                                                                   |
| 1952 | The Life of Oharu (西鶴一代女)                                                    | Katsunosuke (勝之介)                                             | Kenji Mizoguchi (溝口 健二)                                                     |                                                                   |
| 1952 | Golden Girl (金の卵)                                                              |                                                                  | Yasuki Chiba (千葉泰樹)                                                         | Coadjuvante                                                       |
| 1952 | Sword for Hire (戦国無頼)                                                         | Hayatenosuke Sasa (佐々疾風之介)                                 | Hiroshi Inagaki (稲垣 浩)                                                       |                                                                   |
| 1952 | Tokyo Sweetheart (東京の恋人)                                                     | Kurokawa (黒川)                                                  | Yasuki Chiba (千葉泰樹)                                                         |                                                                   |
| 1952 | Swift Current (激流)                                                              | Shunsuke Kosugi (小杉俊介)                                       | Senkichi Taniguchi (谷口 千吉)                                                  |                                                                   |
| 1952 | The Man Who Came to Port (港へ来た男)                                             | Gorō Niinuma (新沼五郎)                                          | Ishirō Honda (本多 猪四郎)                                                      |                                                                   |
| 1953 | My Wonderful Yellow Car (吹けよ春風)                                              | Matsumura (松村)                                                 | Senkichi Taniguchi (谷口 千吉)                                                  |                                                                   |
| 1953 | The Last Embrace (抱擁)                                                           | Shinkichi/Hayakawa (伸吉 / 早川)                                 | Masahiro Makino (マキノ 雅弘)                                                   |                                                                   |
| 1953 | Sunflower Girl (ひまわり娘)                                                       | Ippei Hitachi (日立一平)                                         | Yasuki Chiba (千葉泰樹)                                                         | Originalmente lançado no exterior como Love in a Teacup           |
| 1953 | Eagle of the Pacific (太平洋の鷲)                                                 | 1st Lieutenant Jōichi Tomonaga (友永丈市大尉)                    | Ishirō Honda (本多 猪四郎)                                                      |                                                                   |
| 1954 | Seven Samurai (七人の侍)                                                          | Kikuchiyo (菊千代)                                               | Akira Kurosawa (黒澤明)                                                         |                                                                   |
| 1954 | The Sound of Waves (潮騒)                                                         | Skipper of the Utashima-maru (歌島丸の船長)                      | Senkichi Taniguchi (谷口 千吉)                                                  |                                                                   |
| 1954 | Samurai I : Musashi Miyamoto (宮本武蔵)                                           | Musashi Miyamoto (Takezō Shinmen) (宮本武蔵 (新免武蔵))          | Hiroshi Inagaki (稲垣 浩)                                                       |                                                                   |
| 1954 | The Black Fury (密輸船)                                                           | Eiichi Tsuda (津田栄一)                                          | Toshio Sugie (杉江敏男)                                                         |                                                                   |
| 1955 | The Merciless Boss: A Man Among Men (顔役無用 男性No．1)                          | "Buick" Maki (ビュイックの牧)                                    | Kajirō Yamamoto (山本 嘉次郎)                                                   |                                                                   |
| 1955 | All Is Well (天下泰平)                                                            | Daikichi Risshun (立春大吉)                                      | Toshio Sugie (杉江敏男)                                                         |                                                                   |
| 1955 | All Is Well Part 2 (続天下泰平)                                                   | Daikichi Risshun (立春大吉)                                      | Toshio Sugie (杉江敏男)                                                         |                                                                   |
| 1955 | No Time for Tears (男ありて)                                                      | Mitsuo Yano (矢野光男)                                           | Seiji Maruyama (丸山誠治)                                                       |                                                                   |
| 1955 | Samurai II: Duel at Ichijoji Temple (続宮本武蔵 一乗寺の決斗)                     | Musashi Miyamoto (宮本武蔵)                                      | Hiroshi Inagaki (稲垣 浩)                                                       |                                                                   |
| 1955 | I Live in Fear (生きものの記録)                                                   | Kiichi Nakajima (中島喜一)                                       | Akira Kurosawa (黒澤明)                                                         |                                                                   |
| 1956 | Samurai III: Duel at Ganryu Island (宮本武蔵 完結篇 決闘巌流島)                   | Musashi Miyamoto (宮本武蔵)                                      | Hiroshi Inagaki (稲垣 浩)                                                       |                                                                   |
| 1956 | Rainy Night Duel (黒帯三国志)                                                     | Masahiko Koseki (小関昌彦)                                       | Senkichi Taniguchi (谷口 千吉)                                                  |                                                                   |
| 1956 | The Underworld (暗黒街)                                                           | Chief Inspector Kumada (熊田捜査主任)                            | Kajirō Yamamoto (山本 嘉次郎)                                                   |                                                                   |
| 1956 | Settlement of Love (愛情の決算)                                                   | Shuntarō Ōhira (大平俊太郎)                                      | Shin Saburi (佐分利 信)                                                         |                                                                   |
| 1956 | A Wife's Heart (妻の心)                                                           | Kenkichi Takemura (竹村健吉)                                     | Mikio Naruse (成瀬 巳喜男)                                                      |                                                                   |
| 1956 | Scoundrel (ならず者)                                                              | Kanji (寛次)                                                     | Nobuo Aoyagi (青柳信雄)                                                         |                                                                   |
| 1956 | Rebels on the High Seas (囚人船)                                                  | Tokuzō Matsuo (松尾徳造)                                         | Hiroshi Inagaki (稲垣 浩)                                                       |                                                                   |
| 1957 | Throne of Blood (蜘蛛巣城)                                                        | Taketoki Washizu (鷲津武時)                                      | Akira Kurosawa (黒澤明)                                                         |                                                                   |
| 1957 | A Man in the Storm (嵐の中の男)                                                   | Saburō Watari (渡三郎)                                           | Senkichi Taniguchi (谷口 千吉)                                                  |                                                                   |
| 1957 | Be Happy, These Two Lovers (この二人に幸あれ)                                     | Toshio Maruyama (丸山俊夫)                                       | Ishirō Honda (本多 猪四郎)                                                      |                                                                   |
| 1957 | Yagyu Secret Scrolls Part 1 (柳生武芸帳)                                          | Tasaburō Kasumi (霞の多三郎)                                     | Hiroshi Inagaki (稲垣 浩)                                                       |                                                                   |
| 1957 | A Dangerous Hero (危険な英雄)                                                     | Athlete Kawada (川田選手)                                        | Hideo Suzuki                                                                    |                                                                   |
| 1957 | The Lower Depths (どん底)                                                         | Sutekichi (the thief) (捨吉 (泥棒))                              | Akira Kurosawa (黒澤明)                                                         |                                                                   |
| 1957 | Downtown (下町)                                                                   | Yoshio Tsuruishi (鶴石芳雄)                                      | Yasuki Chiba (千葉泰樹)                                                         |                                                                   |
| 1958 | Yagyu Secret Scrolls Part 2 (柳生武芸帳 双龍秘剣)                                 | Tasaburō Ōtsuki (大月多三郎)                                     | Hiroshi Inagaki (稲垣 浩)                                                       |                                                                   |
| 1958 | Holiday in Tokyo (東京の休日)                                                     | Tenkai's nephew Jirō (天海の甥·二郎)                             | Kajirō Yamamoto (山本 嘉次郎)                                                   |                                                                   |
| 1958 | Muhomatsu, The Rikshaw Man (無法松の一生)                                         | Matsugorō Tomishima (富島松五郎)                                 | Hiroshi Inagaki (稲垣 浩)                                                       |                                                                   |
| 1958 | Yaji and Kita on the Road (弥次喜多道中記)                                        | Toshinoshin Taya (田谷敏之進)                                    | Yasuki Chiba (千葉泰樹)                                                         |                                                                   |
| 1958 | All About Marriage (結婚のすべて)                                                 | Acting teacher (演出家)                                          | Kihachi Okamoto (岡本 喜八)                                                     |                                                                   |
| 1958 | Theater of Life (人生劇場 青春篇)                                                 | Hishakaku (飛車角)                                               | Toshio Sugie (杉江敏男)                                                         |                                                                   |
| 1958 | The Hidden Fortress (隠し砦の三悪人)                                              | General Rokurota Makabe (真壁六郎太)                             | Akira Kurosawa (黒澤明)                                                         |                                                                   |
| 1959 | Boss of the Underworld (暗黒街の顔役)                                             | Daisuke Kashimura (樫村大助)                                     | Kihachi Okamoto (岡本 喜八)                                                     |                                                                   |
| 1959 | Samurai Saga (或る剣豪の生涯)                                                     | Heihachirō Komaki (駒木兵八郎)                                   | Hiroshi Inagaki (稲垣 浩)                                                       |                                                                   |
| 1959 | The Saga of the Vagabonds (戦国群盗伝)                                            | Rokurō Kai (甲斐六郎)                                            | Toshio Sugie (杉江敏男)                                                         |                                                                   |
| 1959 | Desperado Outpost (独立愚連隊)                                                    | Battalion Commander Kodama (児玉大尉)                            | Kihachi Okamoto (岡本 喜八)                                                     |                                                                   |
| 1959 | The Three Treasures (日本誕生)                                                    | Prince Takeru Yamato/Prince Susano'o (日本武尊/須佐之男命)       | Hiroshi Inagaki (稲垣 浩)                                                       |                                                                   |
| 1960 | The Last Gunfight (暗黒街の対決)                                                  | Detective Saburō Fujioka (藤丘三郎刑事)                          | Kihachi Okamoto (岡本 喜八)                                                     |                                                                   |
| 1960 | The Gambling Samurai (国定忠治)                                                   | Chūji Kunisada (国定忠治)                                        | Senkichi Taniguchi (谷口 千吉)                                                  |                                                                   |
| 1960 | Storm Over the Pacific (ハワイ·ミッドウェイ大海空戦 太平洋の嵐)                   | Tamon Yamaguchi (山口多聞)                                       | Shūe Matsubayashi (松林 宗恵)                                                   |                                                                   |
| 1960 | Man Against Man (男対男)                                                          | Kaji (梶)                                                        | Senkichi Taniguchi (谷口 千吉)                                                  |                                                                   |
| 1960 | The Bad Sleep Well (悪い奴ほどよく眠る)                                           | Kōichi Nishi (西幸一)                                            | Akira Kurosawa (黒澤明)                                                         |                                                                   |
| 1960 | Salaryman Chushingura Part 1 (サラリーマン忠臣蔵)                                 | Kazuo Momoi (桃井和雄)                                           | Toshio Sugie (杉江敏男)                                                         |                                                                   |
| 1961 | The Story of Osaka Castle (大坂城物語)                                            | Mohei (茂兵衛)                                                   | Hiroshi Inagaki (稲垣 浩)                                                       |                                                                   |
| 1961 | Salaryman Chushingura Part 2 (続サラリーマン忠臣蔵)                               | Kazuo Momoi (桃井和雄)                                           | Toshio Sugie (杉江敏男)                                                         |                                                                   |
| 1961 | Yojimbo (用心棒)                                                                  | Sanjūrō Kuwabata (桑畑三十郎)                                    | Akira Kurosawa (黒澤明)                                                         |                                                                   |
| 1961 | The Youth and his Amulet (ゲンと不動明王)                                         | Fudō Myō-ō (不動明王)                                            | Hiroshi Inagaki (稲垣 浩)                                                       |                                                                   |
| 1961 | Ánimas Trujano                                                                    | Ánimas Trujano                                                   | Ismael Rodríguez                                                                | Produção mexicana                                                 |
| 1962 | Sanjuro (椿三十郎)                                                                | Sanjūrō Tsubaki (椿三十郎)                                       | Akira Kurosawa (黒澤明)                                                         |                                                                   |
| 1962 | Tatsu (どぶろくの辰)                                                              | Tatsu (辰)                                                       | Hiroshi Inagaki (稲垣 浩)                                                       |                                                                   |
| 1962 | Three Gentlemen Return from Hong Kong (続·社長洋行記)                             | Cho Chishō (Zhang Zhizhang) (張知章 (カメオ出演))                | Toshio Sugie (杉江敏男)                                                         |                                                                   |
| 1962 | Chushingura: Story of Flower, Story of Snow (忠臣蔵 花の巻·雪の巻)                | Genba Tawaraboshi (俵星玄蕃)                                     | Hiroshi Inagaki (稲垣 浩)                                                       |                                                                   |
| 1963 | Attack Squadron! (太平洋の翼)                                                     | Lt. Colonel Senda (千田中佐)                                     | Shūe Matsubayashi (松林 宗恵)                                                   |                                                                   |
| 1963 | High and Low (天国と地獄)                                                         | Kingo Gondō (権藤金吾)                                           | Akira Kurosawa (黒澤明)                                                         |                                                                   |
| 1963 | Legacy of the 500,000 (五十万人の遺産)                                            | Takeichi Matsuo (松尾武市 兼 製作 兼 監督)                       | Toshiro Mifune (三船 敏郎)                                                      | Também diretor e produtor                                         |
| 1963 | The Lost World of Sinbad (大盗賊)                                                 | Sukezaemon Naya (Sukezaemon Luzon) (菜屋助左衛門 (呂宋助左衛門)) | Senkichi Taniguchi (谷口 千吉)                                                  |                                                                   |
| 1964 | Whirlwind (士魂魔道 大龍巻)                                                       | Morishige Akashi (明石守重)                                      | Hiroshi Inagaki (稲垣 浩)                                                       |                                                                   |
| 1965 | Samurai Assassin (侍)                                                             | Tsuruchiyo Niiro (新納鶴千代)                                    | Kihachi Okamoto (岡本 喜八)                                                     |                                                                   |
| 1965 | Red Beard (赤ひげ)                                                                | Dr. Kyojō Niide (Red Beard) (新出去定医師 (赤ひげ))              | Akira Kurosawa (黒澤明)                                                         |                                                                   |
| 1965 | Sanshiro Sugata (姿三四郎)                                                        | Shōgorō Yano (矢野正五郎)                                        | Seiichirô Uchikawa (内川清一郎)                                                 |                                                                   |
| 1965 | The Retreat from Kiska (太平洋奇跡の作戦 キスカ)                                  | Major General Omura (大村少将)                                   | Seiji Maruyama (丸山誠治)                                                       |                                                                   |
| 1965 | Fort Graveyard (血と砂)                                                           | Sergeant Kosugi (小杉曹長)                                       | Kihachi Okamoto (岡本 喜八)                                                     | também produtor                                                   |
| 1966 | Rise Against the Sword (暴れ豪右衛門)                                             | Shinobu no Gōemon (信夫の豪右衛門)                               | Hiroshi Inagaki (稲垣 浩)                                                       |                                                                   |
| 1966 | The Sword of Doom (大菩薩峠)                                                      | Toranosuke Shimada (島田虎之助)                                  | Kihachi Okamoto (岡本 喜八)                                                     |                                                                   |
| 1966 | The Adventure of Kigan Castle (奇巌城の冒険)                                      | Ōsumi (大角)                                                     | Senkichi Taniguchi (谷口 千吉)                                                  | também produtor                                                   |
| 1966 | The Mad Atlantic (怒涛一万浬)                                                     | Heihachirō Murakami (村上平八郎)                                 | Jun Fukuda (福田 純)                                                            | também produtor executivo                                         |
| 1966 | Grand Prix                                                                        | Izō Yamura (矢村以蔵)                                            | John Frankenheimer                                                              | Produção nos EUA                                                  |
| 1967 | Samurai Rebellion (上意討ち 拝領妻始末)                                           | Isaburō Sasahara (笹原伊三郎)                                    | Masaki Kobayashi (岡本 喜八)                                                    | também produtor                                                   |
| 1967 | Japan's Longest Day (日本のいちばん長い日)                                        | Korechika Anami (阿南惟幾)                                       | Kihachi Okamoto (岡本 喜八)                                                     |                                                                   |
| 1968 | The Sands of Kurobe (黒部の太陽)                                                  | Satoshi Kitagawa (北川覚)                                        | Kei Kumai (熊井 啓)                                                             |                                                                   |
| 1968 | Admiral Yamamoto (連合艦隊司令長官 山本五十六)                                    | Isoroku Yamamoto (山本五十六)                                    | Seiji Maruyama (丸山誠治)                                                       |                                                                   |
| 1968 | The Day the Sun Rose (祇園祭)                                                     | Kumaza (熊左)                                                    | Daisuke Itō (伊藤 大輔) and Tetsuya Yamanouchi (山内鉄也)                       |                                                                   |
| 1968 | Hell in the Pacific                                                               | Captain Tsuruhiko Kuroda (黒田鶴彦大尉)                          | John Boorman                                                                    | Produção nos EUA                                                  |
| 1969 | Samurai Banners (風林火山)                                                        | Kansuke Yamamoto (山本勘助)                                      | Hiroshi Inagaki (稲垣 浩)                                                       | também produtor                                                   |
| 1969 | Safari 5000 (栄光への5000キロ)                                                    | Yūichirō Takase (高瀬雄一郎)                                     | Koreyoshi Kurahara (蔵原惟繕)                                                   |                                                                   |
| 1969 | The Battle of the Japan Sea (日本海大海戦)                                        | Heihachirō Tōgō (東郷平八郎)                                     | Seiji Maruyama (丸山誠治)                                                       |                                                                   |
| 1969 | Red Lion (赤毛)                                                                   | Akage no Gonzō (赤毛の権三 兼 製作)                              | Kihachi Okamoto (岡本 喜八)                                                     | também produtor                                                   |
| 1969 | Shinsengumi (新選組)                                                              | Isami Kondō (近藤勇 兼 製作)                                     | Tadashi Sawashima (沢島 忠)                                                     | também produtor                                                   |
| 1970 | Zatoichi Meets Yojimbo (座頭市と用心棒)                                           | Daisaku Sasa (佐々大作)                                          | Kihachi Okamoto (岡本 喜八)                                                     |                                                                   |
| 1970 | Bakumatsu (幕末)                                                                  | Shōjirō Gotō (後藤象二郎)                                        | Daisuke Itō (伊藤 大輔)                                                         |                                                                   |
| 1970 | Incident at Blood Pass (待ち伏せ)                                                 | Tōzaburō Shinogi (鎬刀三郎 兼 製作)                              | Hiroshi Inagaki (稲垣 浩)                                                       | também produtor                                                   |
| 1970 | The Walking Major (ある兵士の賭け)                                                | Tadao Kinugasa (衣笠忠夫)                                        | Keith Larsen                                                                    |                                                                   |
| 1970 | The Militarists (激動の昭和史 軍閥)                                               | Isoroku Yamamoto (山本五十六)                                    | Hiromichi Horikawa (堀川 弘通)                                                  |                                                                   |
| 1971 | Red Sun                                                                           | Jūbei Kuroda (黒田重兵衛)                                        | Terence Young                                                                   | Francês. Coprodução italiana e espanhola                          |
| 1971 | Morning for Two 二人だけの朝                                                      | none                                                             | Takeshi Matsumori                                                               | Apenas produtor                                                   |
| 1975 | Paper Tiger                                                                       | Ambassador Kagoyama (カゴヤマ大使)                               | Ken Annakin                                                                     | Produção no Reino Unido                                           |
| 1975 | The New Spartans                                                                  | WW2 vet                                                          | Jack Starrett                                                                   | Reino Unido, coprodução da Alemanha Ocidental; Incompleto         |
| 1976 | Midway                                                                            | Isoroku Yamamoto (山本五十六)                                    | Jack Smight                                                                     | Produção nos EUA                                                  |
| 1977 | Proof of the Man (人間の証明)                                                     | Yōhei Kōri (郡陽平)                                              | Junya Satō (佐藤 純彌)                                                          |                                                                   |
| 1977 | Japanese Godfather: Ambition (日本の首領 野望篇)                                  | Kōsuke Ōishi (大石剛介)                                          | Sadao Nakajima (中島貞夫)                                                       |                                                                   |
| 1978 | Shogun's Samurai (柳生一族の陰謀)                                                 | Yoshinao Tokugawa (徳川義直)                                     | Kinji Fukasaku (深作 欣二)                                                      |                                                                   |
| 1978 | Shag (犬笛)                                                                       | Captain Takeo Murata (村田武雄船長)                              | Sadao Nakajima (中島貞夫)                                                       |                                                                   |
| 1978 | Ogin-sama (お吟さま)                                                              | Hideyoshi Toyotomi (豊臣秀吉)                                    | Kei Kumai (熊井 啓)                                                             |                                                                   |
| 1978 | The Fall of Ako Castle (赤穂城断絶)                                               | Chikara Tsuchiya (土屋主税)                                      | Kinji Fukasaku (深作 欣二)                                                      |                                                                   |
| 1978 | Japanese Godfather: Conclusion (日本の首領 完結篇)                                | Kōsuke Ōishi (大石剛介)                                          | Sadao Nakajima (中島貞夫)                                                       |                                                                   |
| 1978 | Lord Incognito (水戸黄門)                                                         | Sakuzaemon Okumura (奥村作左衛門)                                | Tetsuya Yamanouchi (山内鉄也)                                                   |                                                                   |
| 1979 | Winter Kills                                                                      | Keith (secretary) (キース (秘書))                                | William Richert                                                                 | Produção nos EUA                                                  |
| 1979 | The Adventures of Kosuke Kindaichi (金田一耕助の冒険)                             | Kōsuke Kindaichi XI (11代目金田一耕助)                           | Nobuhiko Obayashi (大林 宣彦)                                                   |                                                                   |
| 1979 | Onmitsu Doshin: The Edo Secret Police (隠密同心·大江戸捜査網)                     | Sadanobu Matsudaira (松平定信)                                   | Akinori Matsuo (松尾昭典)                                                       | também produtor                                                   |
| 1979 | 1941                                                                              | Commander Akiro Mitamura (アキロー·ミタムラ中佐)                 | Steven Spielberg                                                                | Produção nos EUA                                                  |
| 1980 | The Battle of Port Arthur (二百三高地)                                            | Emperor Meiji (明治天皇)                                         | Toshio Masuda (舛田 利雄)                                                       |                                                                   |
| 1980 | Shogun (将軍 SHOGUN)                                                              | Toranaga Yoshii (吉井虎長)                                       | Jerry London                                                                    | coprodução nos EUA e no Japão; Condensação de filme da minissérie |
| 1981 | Inchon!                                                                           | Saitō-san (斉藤さん)                                             | Terence Young                                                                   | Produção nos EUA                                                  |
| 1981 | The Bushido Blade                                                                 | Commander Fukusai Hayashi (江戸幕府の特命全権大使·林復斎)        | Tsugunobu Kotani (小谷承靖)                                                     | EUA, Reino Unido, coprodução japonesa                             |
| 1982 | The Challenge                                                                     | Toru Yoshida (吉田徹)                                            | John Frankenheimer                                                              | Produção nos EUA                                                  |
| 1982 | Conquest (制覇)                                                                   | Masao Tadokoro (田所政雄)                                        | Sadao Nakajima (中島貞夫)                                                       |                                                                   |
| 1983 | Battle Anthem (日本海大海戦 海ゆかば)                                             | Heihachirō Tōgō (東郷平八郎)                                     | Toshio Masuda (舛田 利雄)                                                       |                                                                   |
| 1983 | Theater of Life (人生劇場)                                                        | Hyōtarō Aonari (青成瓢太郎)                                      | Junya Satō (佐藤 純彌) Sadao Nakajima (中島貞夫) and Kinji Fukasaku (深作 欣二) |                                                                   |
| 1984 | The Miracle of Joe Petrel (海燕ジョーの奇跡)                                      | Fisherman (漁師)                                                 | Toshiya Fujita (藤田 敏八)                                                      |                                                                   |
| 1985 | Legend of the Holy Woman (聖女伝説)                                               | Kōzō Kanzaki (神崎弘造)                                          | Tōru Murakawa (村川透)                                                          |                                                                   |
| 1986 | Song of the Genkai Sea (玄海つれづれ節)                                           | Kyūbei Matsufuji (松藤九兵衛)                                    | Masanobu Deme (出目昌伸)                                                        |                                                                   |
| 1987 | Shatterer                                                                         | Murai (村井)                                                     | Tonino Valerii                                                                  |                                                                   |
| 1987 | Tora-san Goes North (男はつらいよ 知床慕情)                                       | Junkichi Ueno (上野順吉)                                         | Yoji Yamada (山田 洋次)                                                         |                                                                   |
| 1987 | Princess from the Moon (竹取物語)                                                 | Taketori-no-Miyatsuko (竹取の造)                                 | Kon Ichikawa (市川 崑)                                                          |                                                                   |
| 1989 | Death of a Tea Master (千利休 本覺坊遺文)                                         | Sen no Rikyū (千利休)                                            | Kei Kumai (熊井 啓)                                                             |                                                                   |
| 1989 | The Demon Comes in Spring (春来る鬼)                                              | Kukkune no jî (くっくねの爺)                                     | Akira Kobayashi (小林 旭)                                                       |                                                                   |
| 1989 | CF Girl (CFガール)                                                                | Shūichirō Hase (長谷周一郎)                                      | Izo Hashimoto (橋本 以蔵)                                                       |                                                                   |
| 1991 | Strawberry Road (ストロベリーロード)                                              | Taoka (田岡)                                                     | Koreyoshi Kurahara (蔵原惟繕)                                                   |                                                                   |
| 1991 | Journey of Honor (兜 KABUTO)                                                      | Ieyasu Tokugawa (徳川家康)                                       | Gordon Hessler                                                                  | EUA, Reino Unido, coprodução japonesa                             |
| 1992 | Shadow of the Wolf (AGAGUK)                                                       | Kroomak                                                          | Jacques Dorfmann and Pierre Magny                                               | Coprodução canadense e francesa                                   |
| 1994 | Picture Bride                                                                     | Kayo Hatta                                                       | The Benshi (弁士)                                                               | Produção nos EUA                                                  |
| 1995 | Deep River (深い河)                                                               | Tsukada (塚田)                                                   | Kei Kumai (熊井 啓)                                                             | Papel final no cinema                                             |

### Televisão
Todos os programas foram ao ar originalmente no Japão, exceto Shōgun, que foi ao ar nos EUA na NBC em setembro de 1980, antes de ser posteriormente transmitido no Japão na TV Asahi de 30 de março a 6 de abril de 1981.
| Data       | Título | Personagem                                                                                                | Notas                                       |
| ---------- | --- | --- | ------------------------------------------- |
| 1967.05.11 | He of the Sun (太陽のあいつ)                                                                                            | Ele mesmo                                                                                                 | 1 episódio                                  |
| 1968–1969  | Five Freelance Samurai (五人の野武士)                                                                                   | Jirō Yoshikage Funayama (五人の野武士)                                                                    | 6 episódios [Ep. 1,2,14,15,17,26]           |
| 1971       | Daichūshingura (大忠臣蔵)                                                                                               | Kuranosuke Ōishi (大石内蔵助)                                                                             | Todos os 52 episódios                       |
| 1972–1974  | Ronin of the Wilderness (荒野の素浪人)                                                                                  | Kujūrō Tōge (峠九十郎)                                                                                    | Todos os 104 episódios, também produtor     |
| 1973       | Yojimbo of the Wilderness (荒野の用心棒)                                                                                | Kujūrō Tōge (峠九十郎)                                                                                    | 5 episódios                                 |
| 1975       | The Sword, the Wind, and the Lullaby (剣と風と子守唄)                                                                   | Jūzaburō Toride (砦十三郎)                                                                                | Todos os 27 episódios                       |
| 1976       | The Secret Inspectors (隠し目付参上)                                                                                    | Naizen-no-shō Tsukumo/Izu-no-kami Nobuakira Matsudaira (dual roles) (九十九内膳正 / 松平伊豆守信明 (二役) | 10 episódios [Ep. 1,2,3,4,7,10,11,18,22,26] |
| 1976       | Ronin in a Lawless Town (人魚亭異聞 無法街の素浪人)                                                                     | Mister Danna (ミスターの旦那)                                                                             | Todos os 23 episódios                       |
| 1977.07.16 | Ōedo Sōsamō (大江戸捜査網)                                                                                              | Yūgen Ōtaki (大滝幽玄)                                                                                    | 1 episódio                                  |
| 1978       | Falcons of Edo (江戸の鷹 御用部屋犯科帖)                                                                                | Kanbei Uchiyama (内山勘兵衛)                                                                              | Todos os 38 episódios                       |
| 1979.04.02 | Edo o Kiru IV (江戸を斬るIV)                                                                                            | Shūsaku Chiba (千葉周作)                                                                                  | 1 episódio [Ep. 8]                          |
| 1979       | Prosecutor Saburo Kirishima (検事霧島三郎)                                                                              | Chief Prosecutor Mori (森検事正)                                                                          |                                             |
| 1979       | Akō Rōshi (赤穂浪士) | Sakon Tachibana (立花左近)                                                                                | 1 episódio                                  |
| 1979–1980  | Fangs of Edo (江戸の牙)                                                                                                 | Gunbei Asahina (朝比奈軍兵衛)                                                                             | 3 episódios [Ep. 1, 17, 26]                 |
| 1979       | Hideout in Room 7 (駆け込みビル7号室)                                                                                   | Gōsuke Saegusa (三枝剛介)                                                                                 |                                             |
| 1980       | Shōgun | Toranaga Yoshii                                                                                           | Todos as 5 partes                           |
| 1980.12.27 | It's 8 O'Clock! Everybody Gather 'Round (8時だョ!全員集合)                                                              | Ele mesmo                                                                                                 | 1 episódio                                  |
| 1981       | Sekigahara (関ヶ原) | Sakon Shima (島左近)                                                                                      | Todos os 3 parts                            |
| 1981–1982  | Ten Duels of Young Shingo (新吾十番勝負)                                                                                | Tamon Umei (梅井多聞)                                                                                     | Duas de três partes [Partes 1,2]            |
| 1981.07.09 | My Daughter! Fly on the Wings of Love and Tears (娘よ！ 愛と涙の翼で翔べ)                                               | | Filme para TV                               |
| 1981.09.29 | Tuesday Suspense Theater: The Spherical Wilderness (火曜サスペンス劇場 球形の荒野)                                      | Kenichirō Nogami (野上顕一郎)                                                                             | Filme para TV                               |
| 1981–1982  | Bungo Detective Story (文吾捕物帳)                                                                                      | Shūsaku Chiba (千葉周作)                                                                                  | 5 episódios [Ep. 5,10,13,18,26]             |
| 1981–1983  | The Lowly Ronin (素浪人罷り通る)                                                                                        | Lowly Ronin Shūtō Shunka (素浪人 春夏秋冬)                                                                | Filme para TV series, all 6 parts           |
| 1982.09.19 | The Happy Yellow Handkerchief (幸福の黄色いハンカチ)                                                                    | Kenzō Shima (島謙造)                                                                                      | 1 episódio [Ep. 4]                          |
| 1983       | The Brave Man Says Little (勇者は語らず いま、日米自動車戦争は)                                                         | Ryūzō Kawana (川奈龍三)                                                                                   | Todos os 4 episódios                        |
| 1983.11.03 | The Women of Osaka Castle (女たちの大坂城)                                                                              | Tokugawa Ieyasu (徳川家康)                                                                                | Filme para TV                               |
| 1983.11.10 | The Secret of Cruel Valley (魔境 殺生谷の秘密)                                                                          | Lowly Rōnin                                                                                               | Filme para TV                               |
| 1984       | The Burning Mountain River (山河燃ゆ)                                                                                   | Otoshichi Amō (天羽乙七)                                                                                  |                                             |
| 1984.04.02 | Okita Soji: Swordsman of Fire (燃えて、散る 炎の剣士 沖田総司)                                                          | Shūsai Kondō (近藤周斎)                                                                                   | Filme para TV                               |
| 1984.08.26 | Toshiba Sunday Theater #1442: Summer Encounter (東芝日曜劇場 第1442回 夏の出逢い)                                       | Takeya Ōnuki (大貫剛也)                                                                                   | Filme para TV                               |
| 1987.09.10 | Masterpiece Jidaigeki: National Advisor Breakthrough! Hikozaemon Geki (傑作時代劇 天下の御意見番罷り通る！彦左衛門外記) | Hikozaemon Ōkubo (大久保彦左衛門)                                                                         | 1 episódio [Ep. 21]                         |
| 1990.04.20 | Heaven and Earth: Dawn Episode (天と地と～黎明編)                                                                       | Nagao Tamekage (長尾為景)                                                                                 | Filme para TV                               |